# アントーニオ・バルボーザ
アントーニオ・ゲデス・バルボーザ（Antônio Guedes Barbosa, 1943年12月9日 - 1993年9月2日）は、ブラジルのピアノ奏者。
パライバ州ジョアンペソアの生まれ。
クラウディオ・アラウにピアノを師事し、ヴラディミール・ホロヴィッツにその才能を激賞される。
フレデリック・ショパンの作品を中心に録音活動を展開し、将来を嘱望されたが、心臓発作のためにサンパウロで急逝した。